# Fichet
Fichet je priimek več oseb:
- Emile-Ange-Marie Fichet, francoski general
- Guillaume Fichet, francoski učenjak